# Funktionelle Bewegungslehre
Die Funktionelle Bewegungslehre (kurz FBL) ist ein medizinisch-physiotherapeutisches Diagnose- und Therapiekonzept. Sie wurde zwischen 1955 und 1975 von Susanne Klein-Vogelbach entwickelt.
Die FBL lehrt, das Bewegungssystem und das Bewegungsverhalten des Menschen von außen zu betrachten, Auffälligkeiten zu erkennen, zu beurteilen und zu interpretieren. Das Konzept erlaubt eine präzise Beobachtung anhand von definierten Beobachtungskriterien, die sich auf alle Gelenke des Körpers, auf statische Positionen und auf kinematische Ketten anwenden lassen.
Die in der FBL angewandten Beobachtungsverfahren liefern beispielsweise Daten über die Harmonie einer Bewegung, die Koordination, den Rhythmus und das Bewegungsausmaß. Sie schließen die Fähigkeit ein, räumliche und zeitliche Qualitäten der Bewegung intuitiv zu erfassen und gehören zu den Basisqualifikationen von Physiotherapeuten und Hippotherapeuten.